# 川崎清貴
川崎 清貴（かわさき きよたか、1950年7月11日 - ）は、日本の陸上競技選手。男子円盤投元日本記録保持者。中京大学体育学部卒業。身長198cm、体重100kg。
日本選手権6回優勝。日本記録を6回更新した選手で、1979年4月22日に出した60m22cmは、2017年まで陸上競技最古の日本記録として残っていた。

## 来歴
広島県呉市出身。広島県立広高等学校～中京大学卒業。中京大時代の1970年からインカレ3連覇。大学卒業後は大昭和製紙に入社し活躍。1973年から日本選手権2連覇。
1974年には梁川昌三が樹立した52m22の日本記録を10年ぶりに更新する52m86の日本新記録をマーク。1975年、53m18の日本新記録を樹立。1976年から日本選手権4連覇。1979年4月22日、60m22の日本新記録を樹立した。この記録は堤雄司（群馬綜合ガードシステム）が2017年7月22日に60m37をマークするまで、昭和時代に記録された最古の日本記録として残っていた。また、川崎は日本人初の60m台投擲者でもあった（2007年、ゼンリンの畑山茂雄が日本人二人目の60mスローを果たした）。
1976年日本陸連勲功章受章。
引退後は後進の指導にあたったが、程なくして陸上界の一線から身を退いた。後にオーストラリアに移住した。